# Mario Mitrotti
Mario Mitrotti, né le 4 février 1944 à Colón au Panama et mort le 20 mai 2024 à Bogota en Colombie, est un réalisateur de cinéma et de télévision colombo-panaméen.

## Biographie
Mario Mitrotti naît le 4 février 1944 à Colón au Panama et s'installe en Colombie.
Il est un réalisateur de cinéma et de télévision colombo-panaméen. Il réalise notamment la série télévisée Pandillas, Guerra y Paz, la publicité de Pepsi avec Sofía Vergara et la publicité de Doña Gallina.
Souffrant d'une sclérose latérale amyotrophique (SLA), il est admis dans un hôpital de Bogota où il meurt le 20 mai 2024 à l’âge de 80 ans.